# 8795 Дудоров
(8795) 1981 EO9 (1981 EO9, 1989 SR12) — астероїд головного поясу, відкритий 1 березня 1981 року.
Тіссеранів параметр щодо Юпітера — 3,147.